# Katrien Van Hecke
Katrien Van Hecke (Torhout, 21 juni 1960) is een Belgische auteur van kinder- en jeugdboeken. Zij is vooral bekend geraakt met haar historische jeugdromans.

## Biografie
Katrien Van Hecke groeide op in Lichtervelde en studeerde geschiedenis aan de UGent. Haar masterproef ging over het leven van Vlaamse missionarissen bij Noord-Amerikaanse indianen in de 19e eeuw.
Ze werkte enkele jaren als ambtenaar maar stopte met dat werk om zich te richten op literatuur. Ze schreef nadien jeugdliteratuur en gaf literaire lezingen, zowel voor volwassen als voor kinderen.

## Nominaties
Joan het heksenkind werd genomineerd voor de Kinder- en Jeugdjury; Ahatani en het geheim van het oudste verhaal werd genomineerd voor de Prijs van de Jonge Jury en was aanbevolen literatuur bij de lerarenopleiding aan de Artevelde Hogeschool Gent; Soldaat Marie werd genomineerd voor de Thea Beckmanprijs.